# Stora Gäddsjön
Stora Gäddsjön är en sjö i Laxå kommun i Västergötland och ingår i Motala ströms huvudavrinningsområde. Stora Gäddsjön ligger i Tivedens nationalpark (västra) Natura 2000-område.